# Federación Mundial de Scouts Independientes
La Federación Mundial de Scouts Independientes (WFIS-World Federation of Independent Scouts) es una organización Scout internacional, no-gubernamental, no-denominacional compuesta por sus organizaciones Scout reconocidas en 41 países, con una media de 200,000 miembros en 3562 grupos scouts.

Fue fundada en 1996 en Laubach, Alemania por Lawrie Dring, un Scouter Británico de la Baden-Powell Scouts Association (BPSA).
La Federación Mundial de Scouts Independientes está abierta a todas las organizaciones scouts no afiliadas a otras organizaciones Internacionales. El requisito principal para la incorporación a WFIS es que sus organizaciones miembros "sigan y usen el programa original de Baden-Powell, la mística, uniformes, moralidad, ética y estructura expresada por el fundador del Movimiento Scout en el libro Escultismo para Muchachos". Sin embargo, se permite actualizar estos programas únicamente por "razones de salud, ambientales y de seguridad".
Las asociaciones miembros de WFIS son organizaciones Scouts de corte tradicional en el sentido de que buscan mantener viva la Ley, la Promesa y el Sistema de Patrullas, tal como lo concibió Baden-Powell of Gilwell.
Actualmente hay 53 asociaciones y organizaciones afiliadas a WFIS en 32 países, federadas en 5 regiones, con un número de miembros estimado en 200.000.

## Divisiones Regionales
WFIS está dividida actualmente en seis regiones:
- Europa.
- África.
- Asia.
- Asia Sureste.
- América.
- Oriente Medio.

## Objetivos principales
El objetivo de la creación de una Federación es para que los Scouts que no sean miembros de otra organización internacional y así tengan la oportunidad de lograr reunirse en campamentos, cursos de adiestramiento para jefes y Jamborees.
Las características más importantes para ser miembro, han surgido en congruencia con sus finalidades, siendo entre las principales:
- Sin ánimo de lucro, la organización debe mantenerse bajo parámetros económicos básicos y accesible a todos, con el deseo de mantener a la gente interesada sólo económicamente en el Escultismo, fuera de ella.

- No se pueden involucrar políticamente en ningún aspecto.

- El Escultismo ya es un movimiento centenario, este se ha modificado de acuerdo a la idiosincrasia nacional y se debe tratar de mantener el ideal de que sea un Movimiento de los niños, adolescentes y jóvenes, por tanto, los cambios deben surgir por ellos y no por los adultos en forma jerárquica.

- Se promueve la tolerancia, entendiendo que las organizaciones surgen de diferente forma y por diferentes motivos, y el objetivo es que todos aprendan de todos.

Se busca siempre basar su filosofía y trabajo en el proyecto original de Baden-Powell, en sus libros e ideales. Aunado con el punto anterior se pide que todas las organizaciones, para entrar en la WFIS, basen su esquema en el trípode «Promesa Scout - Ley Scout - Sistema de Patrullas» tal y como propuso Baden-Powell promoviendo el espíritu Scout original, a diferencia de las asociaciones de la Organización Mundial del Movimiento Scout que ha ido cambiando el sistema pedagógico, método y formas, pues argumentan que la sociedad es cambiante y el movimiento se ha de adaptar a las demandas de esta.